# Ерве Ренар
Ерве́ Рена́р (фр. Hervé Renard; нар. 30 вересня 1968, Екс-ле-Бен, Франція) — французький футбольний тренер, у минулому футболіст, грав на позиції захисника. З 2024 року очолює тренерський штаб збірної Саудівської Аравії. 
2012 року разом з національною збірною Замбії з футболу став переможцем Кубка африканських націй.
У 2014–2015 роках очолював тренерський штаб національної збірної Кот-д'Івуару, яка 8 лютого 2015 року здобула Кубок африканських націй, перегравши у фіналі збірну команду Гани.
Протягом 2016–2019 років очолював збірну Марокко, після чого став головним тренером національної команди Саудівської Аравії. У 2024 році повернувся на цю посаду.

## Титули і досягнення
Тренер
- Переможець Кубка африканських націй: 2012, 2015